# Teresa Ann Savoy
Teresa Ann Savoy, FRSA (* 18. Juli 1955 in London; † 9. Januar 2017 in Mailand) war eine britisch-italienische Schauspielerin.

## Leben
Sie lebte während ihrer Jugend zeitweise im Ashram von Pune (Indien) und als Hippie in Sizilien. Im Oktober 1973 erschien sie in dem italienischen Herrenmagazin Playmen und wurde kurz darauf für den Film entdeckt.
Bekanntheit erlangte sie unter anderem durch freizügige Rollen als Prostituierte Margherita in dem Film um den berüchtigten Berliner Salon Kitty und als Iulia Drusilla in dem exzessiven Historienfilm Caligula. Ansonsten wirkte sie besonders in Abenteuerstoffen, aber auch in Melodramen mit.
Sie lebte zuletzt in Mailand, war verheiratet und Mutter von zwei Kindern. Im Januar 2017 starb sie an einer Krebserkrankung.

## Filmografie (Auswahl)
- 1974: Le farò da padre
- 1976: Salon Kitty
- 1976: Die große Orgie (Vizi privati, pubbliche virtù)
- 1977: La tigre è ancora viva: Sandokan alla riscossa!
- 1979: Caligula (Caligola)
- 1980: Poco a poco (Mehrteiler)
- 1981: Der Ungehorsam (La disubbidienza)
- 1981: Die Kartause von Parma (La certosa di Parma) (Fernseh-Mehrteiler)
- 1981: Das Herz des Tyrannen (A zsarnok szíve, avagy Boccaccio Magyarországon)
- 1983: Capitaine X (Mehrteiler)
- 1984: Il ragazzo di Ebalus
- 1985: D’Annunzio (D'Annunzio)
- 1986: Unschuld (Innocenza)
- 1986: Rose
- 1986: Die Frau von der Fähre (La donna del traghetto)
- 1986: Quando arriva il giudice (Mehrteiler)
- 2000: La fabbrica del vapore